# LADA Revolution III
LADA Revolution III — концепт гоночного родстера, представленного на Парижском автосалоне в 2008 году АвтоВАЗом. Планировалось построить ходовой образец и продемонстрировать его в 2009 году на международном салоне во Франкфурте, после чего провести цикл дорожных испытаний на гоночной трассе «Нюрбургринг» в Германии, но эти планы не осуществились и дальше макета дело не пошло. LADA Revolution III планировалось оснащать 2-литровым бензиновым двигателем Renault с турбонаддувом мощностью 245 л.с.

## Галерея

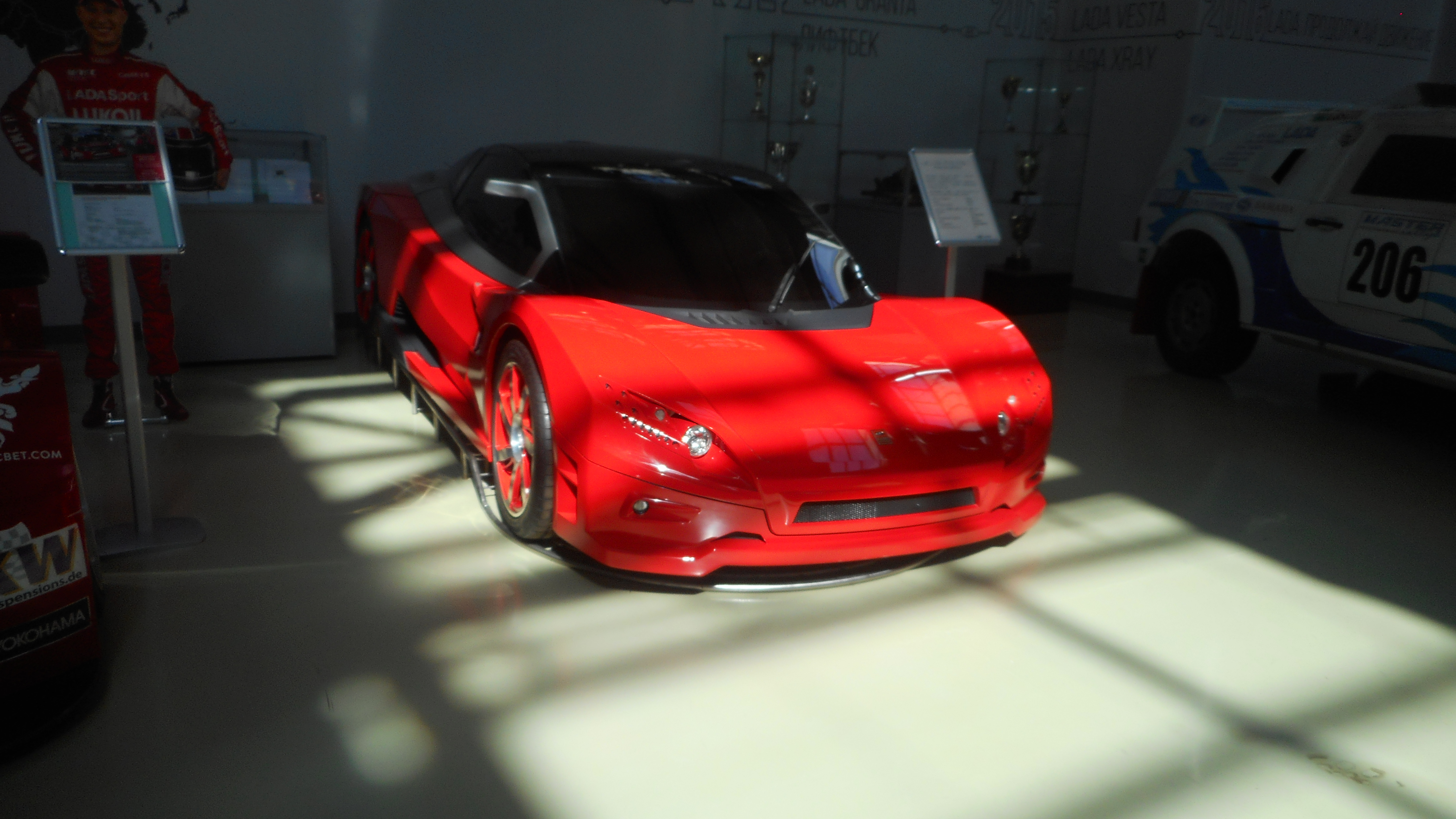
LADA Revolution III. Музей истории ВАЗа.
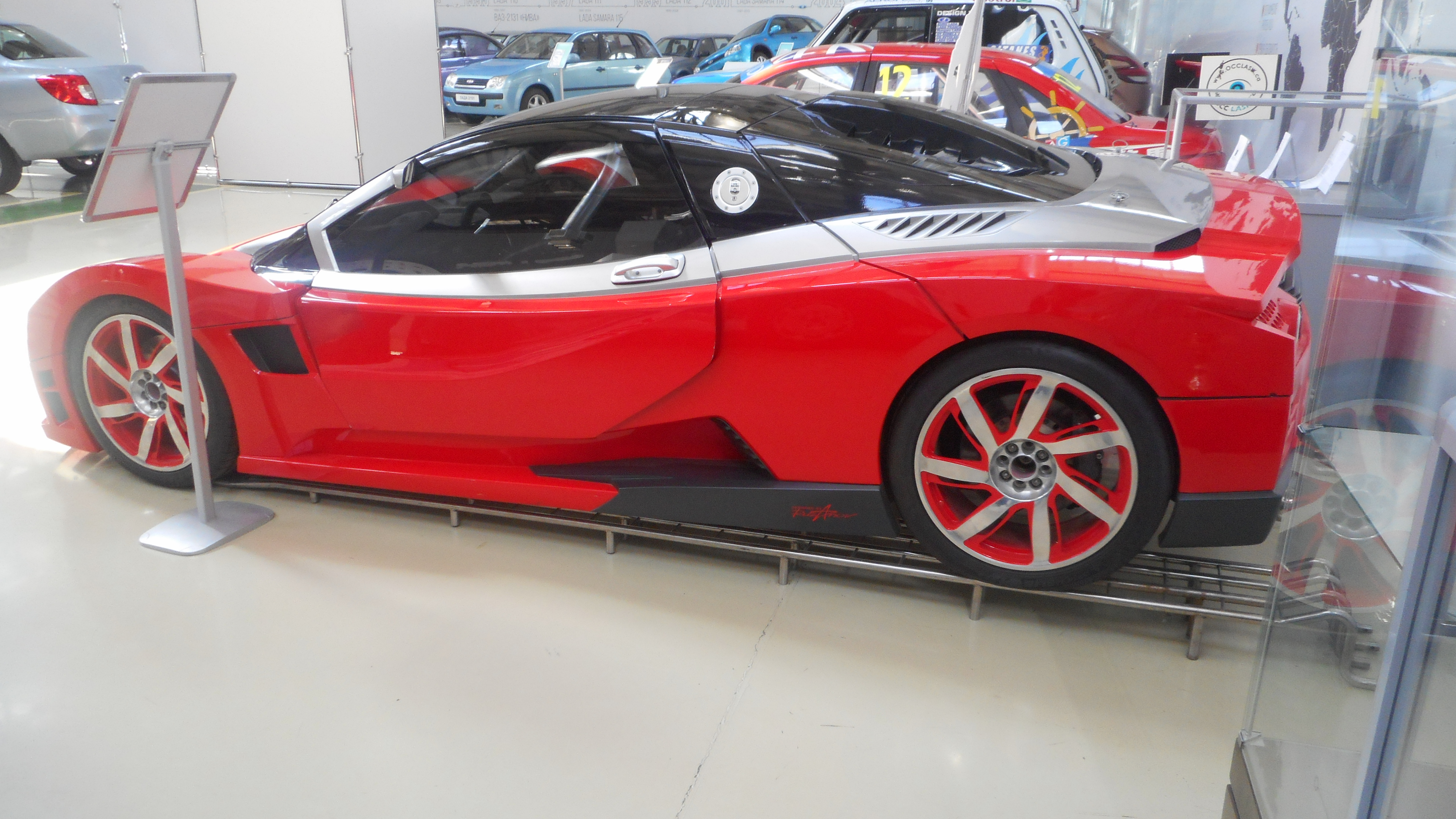
LADA Revolution III. Музей истории ВАЗа.
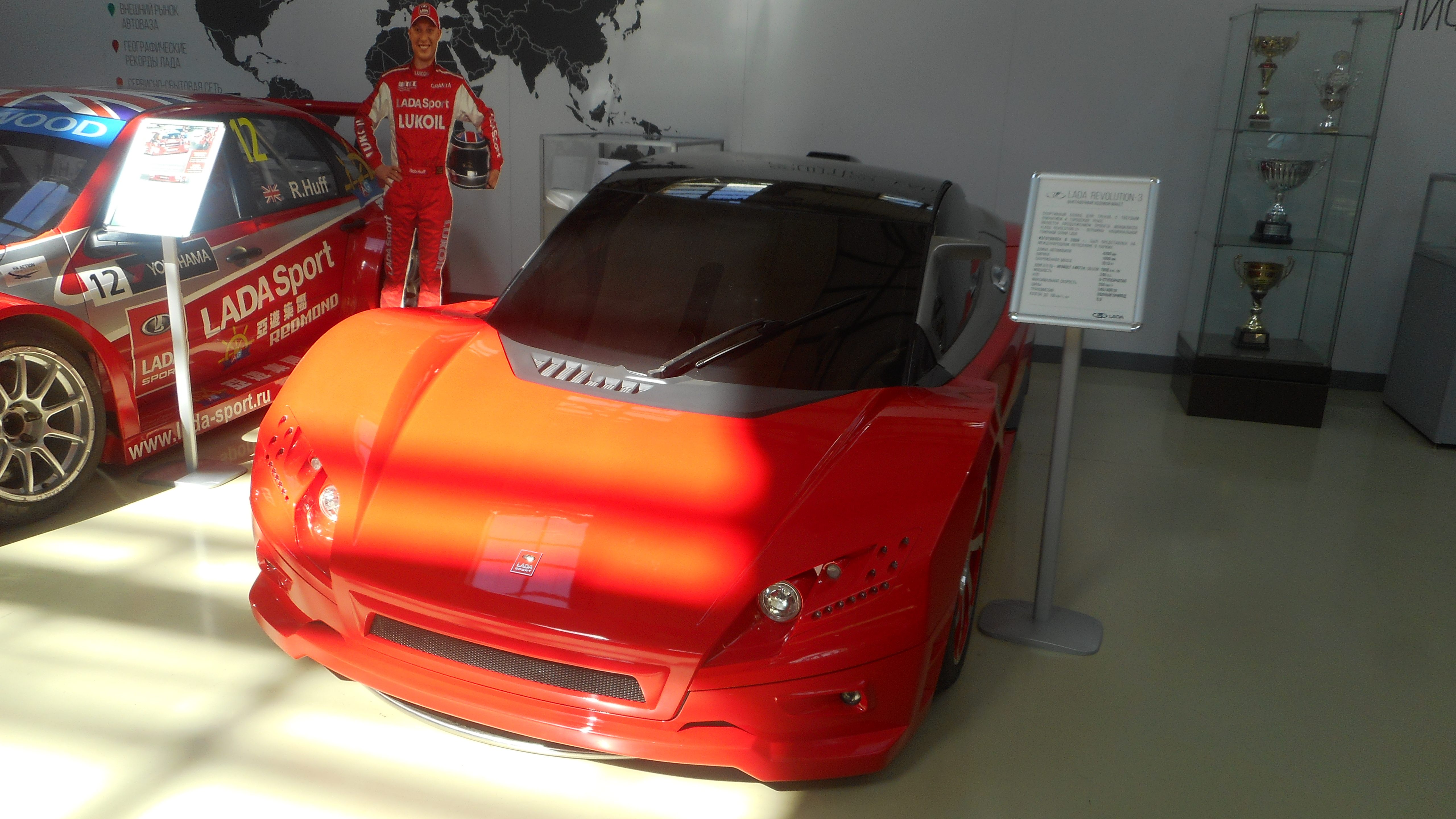
LADA Revolution III. Музей истории ВАЗа.